# 10083 Gordonanderson
10083 Gordonanderson eller 1990 QE2 är en asteroid i huvudbältet som upptäcktes den 22 augusti 1990 av den amerikanske astronomen Henry E. Holt vid Palomarobservatoriet. Den är uppkallad efter Gordon Anderson.
Asteroiden har en diameter på ungefär 3 kilometer.